# Verdienter Züchter
Verdienter Züchter war eine staatliche Auszeichnung  der Deutschen Demokratischen Republik (DDR), welche in Form eines Ehrentitels mit Urkunde und einer tragbaren Medaille verliehen wurde. Gestiftet wurde er am 10. April 1952. Er konnte für hervorragende Leistungen auf dem Gebiet der Tier- und Pflanzenzucht verliehen werden. Bis 1963 wurde der Titel jährlich nur 15 und ab 1964 dann 20 Personen verliehen. Er konnte sowohl an Einzelpersonen, als auch ganze Kollektive verliehen werden.

## Medaille zum Ehrentitel

### Aussehen
Die aus Silber bestehende Medaille mit einem Durchmesser von 30 mm zeigt auf ihren Avers mittig einen erhaben geprägten Hammer, der von der zweizeiligen Inschrift: VERDIENTER / ZÜCHTER unterbrochen wird. Links und rechts des Hammers flankieren zwei unten gekreuzte nach oben offene gebogene Ähren. Das Revers der Medaille zeigt eine etwas oben links versetzte Friedenstaube.

### Prämie
Der Preis war mit einer steuerfreien Prämie verbunden, deren Höhe 1952 mit „bis zu 10.000 DM“ angegeben und 1964 dahingehend präzisiert wurde, dass Einzelpersonen 5.000 und Kollektive 10.000 DM erhalten.

### Trageweise
Getragen wurde die Medaille auf der linken oberen Brustseite an einer 27 × 14 mm emaillierten Spange, die diagonal von links nach rechts gehend schwarz-rot-gold emailliert ist. Seit 1964 dann an einer 24 × 13,5 mm grün bezogenen Spange, mit einem 5 mm breiten weißen Mittelstreifen.